# Lucius Calpurnius Piso Caesonius (Kr. e. 15)
Lucius Calpurnius Piso Caesonius (Kr. e. 49/48 – Kr. u. 32) római politikus, a plebeius Calpurniusok nemzetségének tagja, Caius Iulius Caesar sokkal fiatalabb sógora volt. Augustus és Tiberius császársága alatt tekintélyes és befolyásos személyiség volt, hadvezérként és polgári tisztviselőként egyaránt bizonyított.
Rangos családból származott: ükapja, Lucius Kr. e. 148-ban, dédapja, Lucius Kr. e. 112-ben, szintén Luciusnak nevezett, Caius Iulius Caesar apósaként ismert apja pedig Kr. e. 58-ban viselte a consuli rangot.
Ifjúkora és karrierjének korai állomásai nem ismertek. Kr. e. 15-ben consul volt Marcus Livius Drusus Libo kollégájaként, ezután Pamphylia élére nevezték ki helytartónak. Augustus Kr. e. 11-ben hívta vissza, hogy a Macedonia provinciára támadó trákok ellen felvegye a harcot. Három év szívos küzdelemben végül Piso erői győztek, aki ezért rendkívüli megtiszteltetésben részesült: triumphalia ornamentát kapott a császártól. Tiberius alatt is élvezte az uralkodói kegyeket, aminek jeleként Róma polgármesterévé, praefectus urbivá nevezték ki. Bár részt vett a császár kicsapongásaiban, szolgalelkűség nélkül tudta megőrizni a hírhedten gyanakvó Tiberius jóindulatát; eközben városvezetői feladatainak pontosan és igazságosan tett eleget, így a lakosság körében is népszerű volt.
Kortársa, Velleius Paterculus által is ecsetelt érdemeiért a senatus 32-ben bekövetkezett halálakor közpénzen finanszírozandó nyilvános temetést szavazott meg neki. Halálakor a pontifexi collegium tagja is volt. Két fiáról tudunk, akik közül az egyiket a családi hagyományokhoz hűen Luciusnak neveztek, de a későbbi Pisók egyikével sem lehet őket teljes bizonyossággal azonosítani. Horatius valószínűleg neki és fiainak írta Ars poetica című versét.